# Yrjö Kukkapuro
Yrjö Kukkapuro   (Viipurin maalaiskunta, 6 d'abril de 1933 - Kauniainen, 8 de febrer de 2025) va ser un arquitecte d'interiors i dissenyador de mobles finlandès.

## Biografia

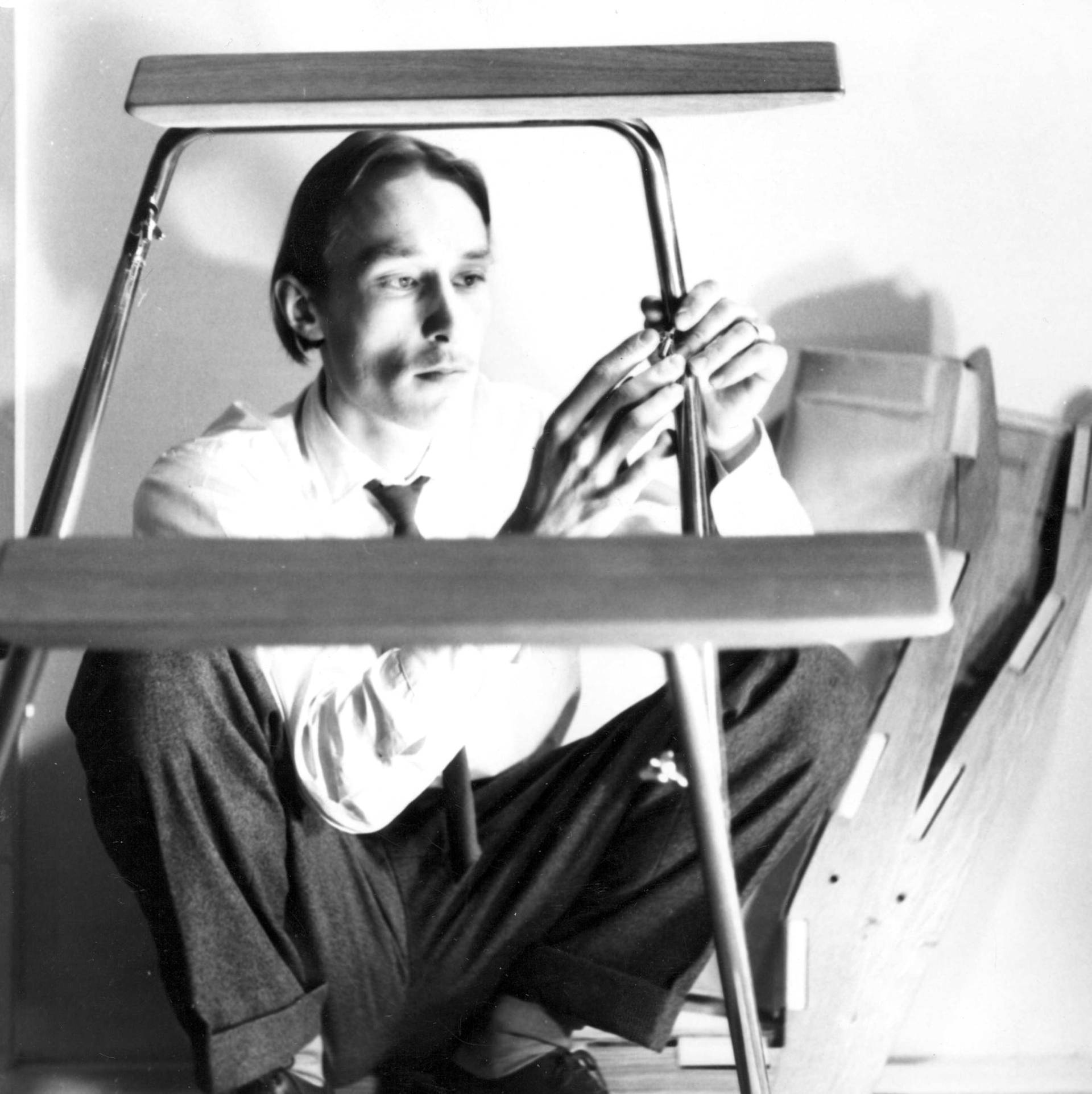
Fotografia del dissenyador finlandès Yrjö Kukkapuro l'any 1960

Kukkapuro va estudiar disseny a l'Institut d'Arts Industrials d'Hèlsinki a finals de la dècada del 1950, qualificant-se com a arquitecte d'interiors el 1958.
A la dècada del 1970 va tornar a l'Institut, per exercir com a catedràtic i, durant dos anys, com a rector.
Va ser professor honorari a universitats com Jiangnan (Wuxi) i Nanjing, així com un doctorat honoris causa per la Universitat d'Art i Disseny de Hèlsinki (ara part de l'Escola d'Arts, Disseny i Arquitectura de la Universitat d'Aalto).

## Treball de disseny

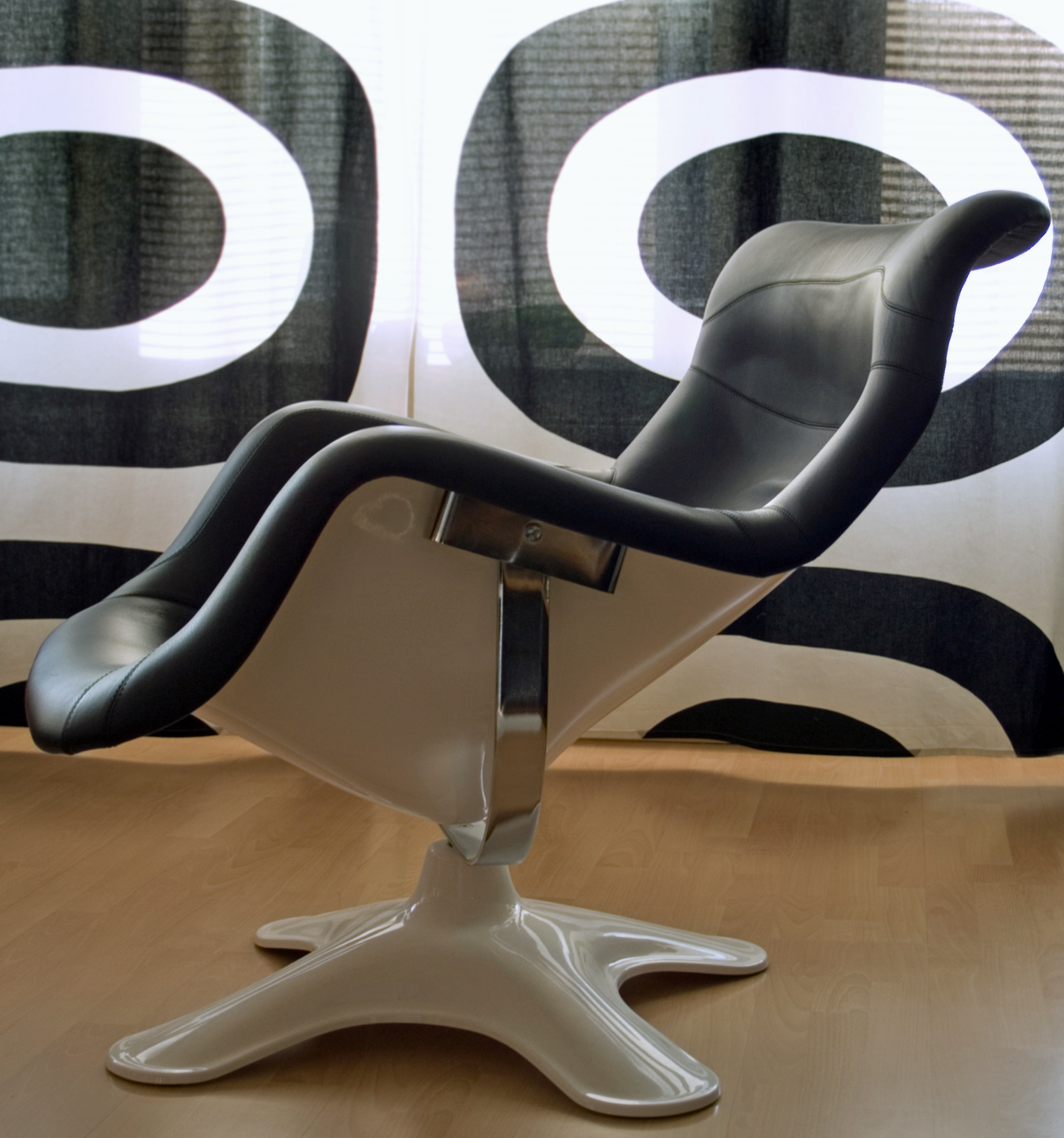
Cadira Karuselli (carrusel)

La filosofia de disseny de Kukkapuro es va centrar en l'ergonomia.
Va ser conegut sobretot per les seves cadires, de les quals potser la més famosa és una cadira anomenada Karuselli ('Carrusel') de 1964, que s'inclou en la col·lecció permanent dels principals museus com el Museu d'Art Modern de Nova York i el Museu Victoria i Albert de Londres. Va ser nominada com la cadira més còmoda del món pel New York Times el 1974, i el dissenyador Sir Terence Conran la var anomenar el seu "lloc preferit per seure perquè és molt còmode".
Kukkapuro va exposar en desenes d'exposicions individuals i col·lectives arreu del món.

## Vida personal i mort
Yrjö Kukkapuro va estar casat amb l'artista gràfic Irmeli Kukkapuro (amb cognom de soltera Salminen) des de 1954. La parella va construir un estudi a Kauniainen, dissenyat per Yrjö Kukkapuro i el seu col·laborador de molt de temps, l'enginyer Eero Paloheimo. Irmeli va morir el 2022.
Kukkapuro va morir després d'una llarga malaltia a la seva residència als afores d'Hèlsinki, el 8 de febrer de 2025, a l'edat de 91 anys. Segons la seva filla, va continuar treballant fins al final, demanant només una setmana abans de la seva mort la visita del seu ajudant, perquè tenia un disseny de cadira gairebé acabat del qual volia parlar.

## Premis i reconeixements
El 1983, Kukkapuro va ser guardonat amb la medalla Pro Finlàndia de l'Orde del Lleó de Finlàndia.
El 2002, va ser nomenat Dissenyador Reial per a la Indústria Honorari de la Royal Society of Arts del Regne Unit.